# Dziennik Ustaw Śląskich
Dziennik Ustaw Śląskich (skrót legalny: Dz. Ust. Śl.) – dziennik urzędowy województwa śląskiego, w którym ogłaszano akty normatywne obowiązujące na terenie tego autonomicznego województwa. 

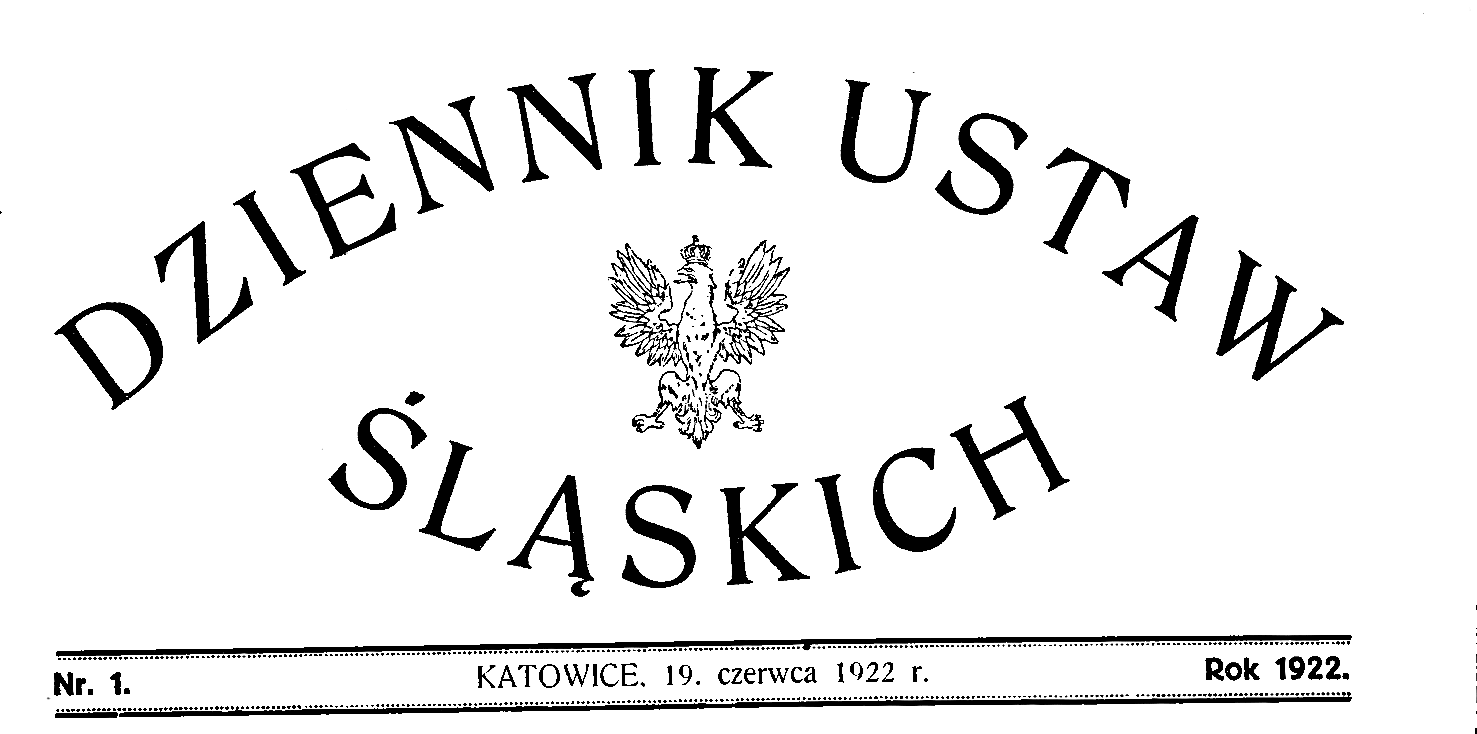
Winieta Dziennika Ustaw Śląskich

W Dzienniku Ustaw Śląskich ogłaszane były:
- rozporządzenia wydawane przez wojewodę i Tymczasową Radę Wojewódzką na mocy ustawy z dnia 30 lipca 1921 r. o uzupełnieniu art. 40 Ustawy Konstytucyjnej z dnia 15 lipca 1920 r. zawierającej statut organiczny Województwa Śląskiego,
- ustawy Sejmu Śląskiego,
- powszechnie obowiązujące rozporządzenia wojewody i Rady Wojewódzkiej,
- oświadczenia Wojewody i Rady Wojewódzkiej podlegające publikacji w Dzienniku Ustaw Śląskich.

Dziennik Ustaw Śląskich wydawał wojewoda śląski. Wątpliwości, czy dane rozporządzenie jest powszechnie obowiązujące i czy jako takie ma być umieszczone w Dzienniku Ustaw Śląskich, rozstrzygała Rada Wojewódzka. 
Obowiązek wydawania przedmiotowego dziennika wywodzi się z art. 15 ust. 1 Ustawy Konstytucyjnej z 15 lipca 1920 r. zawierającej statut organiczny Województwa Śląskiego.